# 李式 (北魏)
李式（？—470年），字景则，赵国柏仁县（今河北省邢台市隆尧县）人，出自赵郡李氏东祖，散骑常侍、安西将军、四部尚书李顺之子，北魏官员。

## 生平
李式以学问而知名，历任散骑常侍、平东将军、西兖州刺史，封濮阳侯。李式自认为家人官居要职，心中忧虑危难祸患，常常告诫守卫渡口的官吏：尚书台有使者，一定要先禀告自己，然后让他通过。不久使者在黎明时突然来到，守卫渡口的官吏想要先告知李式，使者欺骗说：“我需要向南行进，不在此州停留，不劳烦让刺史知道。”官吏相信了他的话，与使者一起渡河。使者渡过以后，冲入州城逮捕李式前往京城，西兖州的官吏百姓送行到黄河边上。当时李式的儿子李宪刚满月，李式大声的向众人喊道：“程婴、公孙杵臼这样的人还有没有！”西兖州从事汲固应声回答说：“今天与古代岂有不同！”汲固于是悄悄回去，不再回头望，直接进入城内，从李式夫人的房中把李宪抱回家藏了起来。皇兴四年（470年）冬，李式与哥哥李敷、弟弟李弈同时被杀。

## 家族

### 父母
- 李顺，散骑常侍、安西将军、四部尚书
- 邢氏

### 兄弟姐妹
- 李敷，北魏散骑常侍、南部尚书、中书监，兼內外秘书、高平公
- 李弈，北魏散骑常侍、宿卫监、都官尚书、安平侯
- 李冏，北魏光禄大夫、守度支尚书、兼尚书右仆射
- 李氏，嫁宋叔珍

### 子女
- 李宪，北魏征东将军、扬州刺史、淮南大都督、濮阳文静伯